# Michaela Thorsén
Michaela Isabella Thorsén, född den 9 september 1981, är en svensk skådespelerska. Hon har bland annat medverkat i den svenska TV-serien Ängelby. Hon har studerat vid Teaterhögskolan i Göteborg, där hon också var bosatt mellan 2005 och 2015.

## Filmografi
- 2013 – Din barndom ska aldrig dö (Dramafilm)
- 2015 – Arne Dahl: Efterskalv (TV-serie)
- 2015 – Mattemorden (TV-serie)
- 2015 – Ängelby (TV-serie)
- 2016 – Springfloden (TV-serie)
- 2017 – Delhis vackraste händer (TV-serie)
- 2018 – Springfloden (TV-serie)
- 2021  - Heder (TV-serie)
- 2022 – Nattryttarna (TV-serie)
- 2023 – Barracuda Queens (TV-serie)
- 2023 – Hålla samman (TV-serie)
- 2023 - Morden i Sandhamn (TV-serie)

## Teater

### Roller
| År   | Roll | Produktion                  | Regi            | Teater                |
| ---- | ---- | --------------------------- | --------------- | --------------------- |
| 2025 |      | En folkefiende Henrik Ibsen | Viktor Tjerneld | Göteborgs stadsteater |